# دریاچه سندی (لوئیزیانا)
سندی (به انگلیسی: Sandy Lake) یک دریاچه در ایالات متحده آمریکا است که در لوئیزیانا واقع شده‌است.